# دان هریس
دان هریس (۸ سپتامبر ۱۹۳۶ – ۱۸ نوامبر ۱۹۷۸) خبرنگار ان بی سی نیوز بود که بعد از خروج از جونز تاون توسط اعضای فرقه جیم جونز کشته شد. هریس و چهار نفر دیگر با تیراندازی در نزدیکی یک فرودگاه در کایتوما در گویان کشته شد. قتل آن‌ها قبل از خودکشی دسته جمعی ۹۰۹ نفر در جونز تاون، گویان اتفاق افتاد.

## اوایل زندگی و حرفه
هریس که نام واقعی او روی داروین هامفری بود، در نزدیکی ویدالیا، جورجیا، ایالات متحده متولد شد. در سال ۱۹۵۷ او اولین کار خود را در یک ایستگاه رادیویی نزدیک محل تولدش به نام WVOP شروع کرد. بعد از آن شروع به ارائه گزارش هواشناسی تلویزیونی در یک ایستگاه در کارولینای شمالی انجام داد. از سال ۱۹۶۴ تا ۱۹۶۸ هریس به عنوان گوینده در WTVT در تمپا، فلوریدا مشغول به کار شد. از سال ۱۹۶۸ تا ۱۹۶۹ او در fardia electronics در واشینگتن، DC. در دسامبر سال ۱۹۶۹ او به عنوان یک خبرنگار و گوینده خبر در WFAA-TV دالاس، تگزاس مشغول به کار شد. از سال ۱۹۷۰ تا ۱۹۷۲ هریس هم‌زمان مجری برنامه زنده صبح تلویزیون به نام «اخبار ۸ و غیره…» بود هریس در سال 1973 WFAA را پس از اختلاف با مدیریت ترک کرد.
در سال ۱۹۷۳ او برای شبکه NBC در لس آنجلس مشغول به کار شد. در سال 1975 NBC هریس را تشویق کرد تا به کارکنان شبکه خبری پیوندد، جایی که او تحت پوشش سقوط سایگون و گزارش از ترانشه در ویتنام قرار گرفت. سربازان آمریکایی هریس را با عنوان «آقای شانس» خطاب می‌کردند به این دلیل که هریس موفق رد کردن گلوله‌ها و مناطق مین‌گذاری شده می‌شد.
هریس برنده چهار جایزه امی و یک جایزه دوپانت کلمبیا شد. در بهار سال ۱۹۷۸ قبل از سفر به جونز تاون، هریس پخش یک برنامه تحقیقاتی دربارهٔ تروریسم بین‌المللی در NBC Nightly News برعهده داشت.

## مرگ در گویان
در ۱۴ نوامبر ۱۹۷۸، هریس به همراه نماینده کنگره آمریکا از کالیفرنیا لئو رایان، باب براون فیلمبردار NBC , باب فلیک تولیدکننده NBC استیو سانگ صدا بردار NBC و چند تن دیگر از روزنامه‌نگاران به جورج تاون در گویان رفت. این گروه برای بررسی شایعه شکنجه آدم‌ربایی و جرائم دیگر توسط پیروان فرقه جیم جونز به جونز تاون رفتند. جفری هامفری، پسر هریس گفت که خانواده هریس نگران ایمنی هریس به علت خطراتی که در زمان پوشش اخبار جنگ در اطراف هریس اتفاق می‌افتاد نبودند.
شب هیئت در یک هتل محلی که در آن با وجود تأیید، رزرو بسیاری از اتاق‌ها لغو شده بود و بسیاری مجبور به اقامت در لابی شدند. به مدت سه روز رایان با مشاور حقوقی مذاکراتی را برگزار کرد.
رایان خواست تا با جونز توسط رادیو صحبت کند اما شارون آموس بالاترین-رده عضو معبد گفت: آیین دیدار برنامه‌ریزی نشده است. در ۱۷ نوامبر، رایان مشاور خود جکی اسپیر، ۹ روزنامه‌نگار و چهار نگران بستگان را به نمایندگی هیئت، سوار یک هواپیما عازم فرودگاه در پورت کایتوما چند مایل در خارج از جونز تاون اعزام کرد. در ابتدا خوش آمدگویی در جونز تاون گرم بود اما یک عضو معبد به نام گوسنی ورنون دست نوشته‌ای به خبرنگار ان بی سی دان هریس داد که اظهار داشت: «لطفاً به من کمک کنید از جونز تاون خارج شوم». آن شب رسانه‌ها و هیئت به فرودگاه بازگشتند.
صبح روز بعد رایان، اسپیر و دوایر مصاحبه‌های خود را ادامه دادند و یک زن را ملاقات کردند که مخفیانه ابراز تمایل به ترک جونز تاون با خانواده اش و یک خانواده دیگر را داشت. حدود ۱۱:۰۰ صبح به وقت محلی رسانه‌ها و هیئت بازگشت و به مصاحبه با اعضای معبد پرداخت. حدود ساعت ۳ بعد از ظهر، ۱۴ نفر از اعضا از معبد جداشدند و لری لیتون به عنوان یک پناهنده سوار یک کامیون با رایان به فرودگاه آمد و گفت که مایل به اقامت یک شب دیگر برای کمک به کسانی است که آرزوی ترک دارند. مدت کوتاهی پس از آن زمانی‌که که او در حال متقاعد کردن یک خانواده برای ترک منطقه بود یک حمله شکست خورده با چاقو به رایان رخ داد. برای محافظت از رایان دوایر دستور داد تا رایان محل را ترک کند اما او وعده داده بود تا اختلاف را حل کند.

عکس از شلیک کنندگان توسط باب برون (NBC).

گروه وارد شده جونز تاون را ترک و در ساعت ۴:۴۵ بعد از ظهر به وقت محلی به فرودگاه کایتوما رسید. ساعت 5:10 بعد از ظهر تا زمانییکه هواپیمای ۶ صندلی سسنا به انتهای باند رسید لری لیتون آتش گشود و چندین نفر از کسانی که داخل هواپیما بودند را زخمی کرد. هم‌زمان چند نفر دیگر از اعضای معبد که برای همراهی آمده بودند شروع به بازکردن آتش بر روی هواپیما ترابری کرده، رایان را کشتند و دان هریس و دو روزنامه‌نگار و یک عضو جدا شده از معبد را کشتند و ۹ نفر دیگر از جمله جکی اسپیر را زخمی کردند. افراد مسلح بدن رایان را قبل ازشلیک به سر وی به رگبار بستند. مسافران سسنا لری لیتون و افراد زنده مانده در هر دو هواپیما به مناطق اطراف فرار کردند.
صبح روز بعد که ارتش گویانا برای حل و فصل مناقشه به محل رسید. آن‌ها ۹۰۹ جسد از ساکنان را مرده پییدا کردند؛ افراد فوت شده به یک «خودکشی دسته جمعی» دست زده بودند.